# 渋川貞頼
渋川 貞頼（しぶかわ さだより）は、鎌倉時代中期から後期にかけての御家人。渋川氏3代当主。
2代当主・渋川義春の子として誕生。母は北条時広の娘。諱は9代執権・北条貞時の偏諱を受けたものか。
貞頼は父だけでなく、母からも所領を継承している。
元亨4年（1324年）、子・義季に所領を譲った。義季は足利直義に属して中先代の乱で戦死した。娘・本光院は足利直義に嫁いだ。